# Giacomo Fundarò
Giacomo Fundarò (Castellammare del Golfo, 4 ottobre 1986) è un giocatore di poker italiano.

## Poker
Ottiene il suo primo piazzamento a premi nel 2009 all'Italian Poker Tour dove si classifica in trentaduesima posizione per € 4,500. Da qui in poi ottiene altri prestigiosi piazzamenti quali la vittoria del WPT Mazagan, El Jadida nel 2012 per $166,704, un secondo posto al WPT Caribbean Poker Tour di St. Maarten nel 2013 per $ 100,000, un secondo posto all'EPT di Sanremo del 2014 per $ 414,671. 
Inoltre vanta dieci piazzamenti a premio alle World Series of Poker e numerosi altri piazzamenti nei vari circuiti di IPT, EPT e Partouche Poker Tour
A settembre 2016, il totale delle sue vincite nei tornei live si attesta pari a $1,258,790, di cui $87,854 vinti alle WSOP.